# Stanzer Tal
Das Stanzer Tal, auch Stanzertal, ist ein westliches Seitental des Oberinntals in Tirol. Es stellt eine Raumplanungsregion Tirols dar (Planungsverband), als Tourismusregion nennen sich die Gemeinden des Tals St. Anton am Arlberg, nach dem bekannten Wintersportort.

## Geographie

### Lage und Landschaft
Das Stanzertal führt in Ost-West-Richtung vom namensgebenden Stanz bei Landeck, wo es in den Talkessel von Landeck mündet, bis St. Anton am Arlberg. Dabei stellt es die geradlinige Fortsetzung des Inntals Richtung Westen dar. Durchflossen wird es von der mittleren und unteren Rosanna, die sich zwischen Strengen und Tobadill/Pians mit der Trisanna aus dem Paznauntal zur Sanna vereinigt und in Landeck in den Inn mündet.
Im Oberlauf bis um Schnann weist das Stanzer Tal einen vergleichsweise breiten Talboden auf, wo die zufließenden Bäche Schwemmkegel aufgeschüttet haben. Unterhalb ist es ein enges Kerbtal mit steilen Hängen, in das sich Rosanna und Sanna tief eingeschnitten haben. Die Siedlungen liegen dort an den Nordhängen oder weiter Richtung Landeck auf den nördlichen Terrassen.
Aufgrund der steilen Hänge und einmündenden Gräben ist das Tal oft von Naturgefahren wie Lawinen und Muren bedroht, zuletzt wurde es beim Alpenhochwasser 2005 stark in Mitleidenschaft gezogen.

### Berge und Nebentäler, Geologie
Das Tal trennt die Lechtaler Alpen im Norden von der Verwallgruppe bzw. im Abschnitt der Sanna von der Samnaungruppe im Süden. Wie der Großteil des Tiroler Inntals liegt es in einer tektonischen Störungszone, einer Grenze zwischen den Zentralalpen und den Nördlichen Kalkalpen.
Das Tal hat Anteil am Landecker Quarzphyllit und an den ostalpinen Gneisen.
Die wichtigsten Seitentäler sind:
- das Paznaun, das Tal der Trisanna bei Tobadill an Talanfang gegen Südwesten, trennt Verwall und Samnaun/Silvretta
- das Malfontal zwischen Rifflergruppe und Rendlgruppe des Verwallgebirges nach Süden
- das Moostal zwischen Rendlgruppe und Faselfadgruppe
- das Verwall, das Tal der oberen Rosanna, das die Verlängerung des Stanzertals ab der Rosannaschlucht nach Süden darstellt, mit dem Schönverwall und Ochsental als Obertalungen, trennt Ostverwall von Westverwall
- und, schon aus dem Verwalltal abzweigend, das Tal der Arlberg Ache, das zum Arlbergpass führt (die Arlbergstraße steigt schon unterhalb der Rosannaschlucht an)

Alle diese letzteren Täler sind unbewohnte Almregion.

### Gemeinden

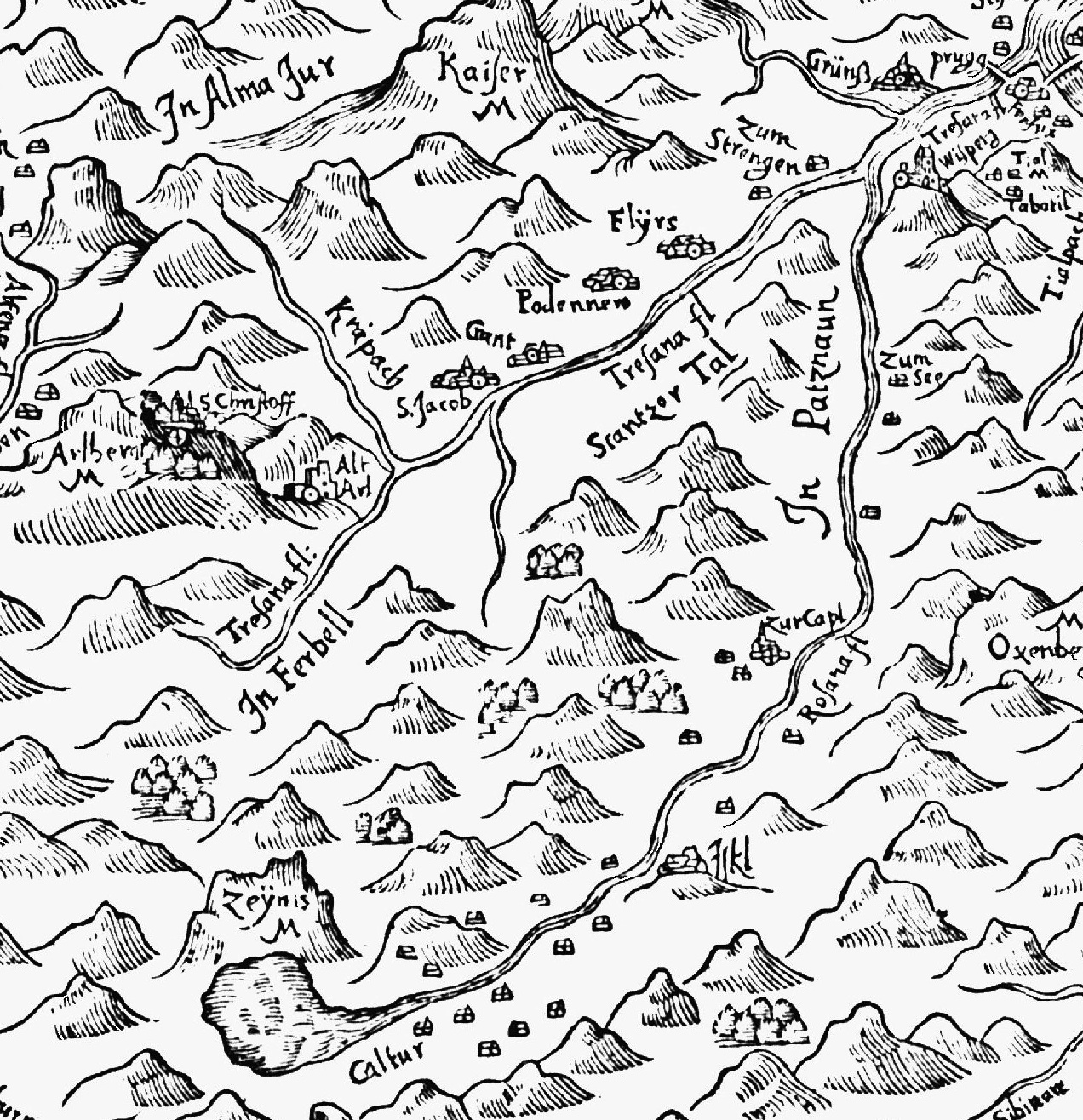
Arlberg, Stanzer Tal und Paznaun, Detail aus Warmund Ygls Tirolis Comitatus … Nova Tabula von 1605 (Die Namen Rosanna und Trisanna sind gegenüber dem heutigen Gebrauch vertauscht)

Im Tal liegen die Gemeinden (talauswärts) St. Anton am Arlberg, Pettneu am Arlberg, Flirsch, Strengen, Pians, Stanz bei Landeck, Tobadill, Grins sowie Landeck an der Einmündung ins Inntal. Die ersten vier Gemeinden bilden den Planungsverband Stanzertal mit 6090 Einwohnern (Stand 1. Jänner 2024) und einer Fläche von 276,9 km² (davon 5,2 % Dauersiedlungsraum) sowie die Ferienregion St. Anton am Arlberg. Die restlichen Gemeinden gehören zum Planungsverband Landeck und Umgebung und zum Tourismusverband Tirol West, mit Ausnahme von Pians, das dem Tourismusverband Paznaun-Ischgl angehört.

## Wirtschaft
Die Haupteinnahmequelle stellt heute insbesondere in und um St. Anton der Tourismus dar.
Die Landwirtschaft spielt aufgrund der topographischen Bedingungen (steile Hänge, Höhenlage) nur eine untergeordnete Rolle, die meisten Höfe werden im Nebenerwerb bewirtschaftet.

## Verkehr
Das Stanzer Tal ist eine wichtige Verkehrsader und stellt die Hauptverbindung zwischen Tirol und Vorarlberg dar.
Die S 16 Arlbergschnellstraße verläuft durch das Tal, diese und die Arlbergbahn verbinden das Tal durch die Arlbergtunnel mit dem Klostertal in Vorarlberg. Parallel dazu verläuft der Straßenzug B 171 Tiroler Straße – L 68 Stanzertalstraße – B 197 Arlbergstraße zum Arlbergpass.